# ルイジ・プリモ

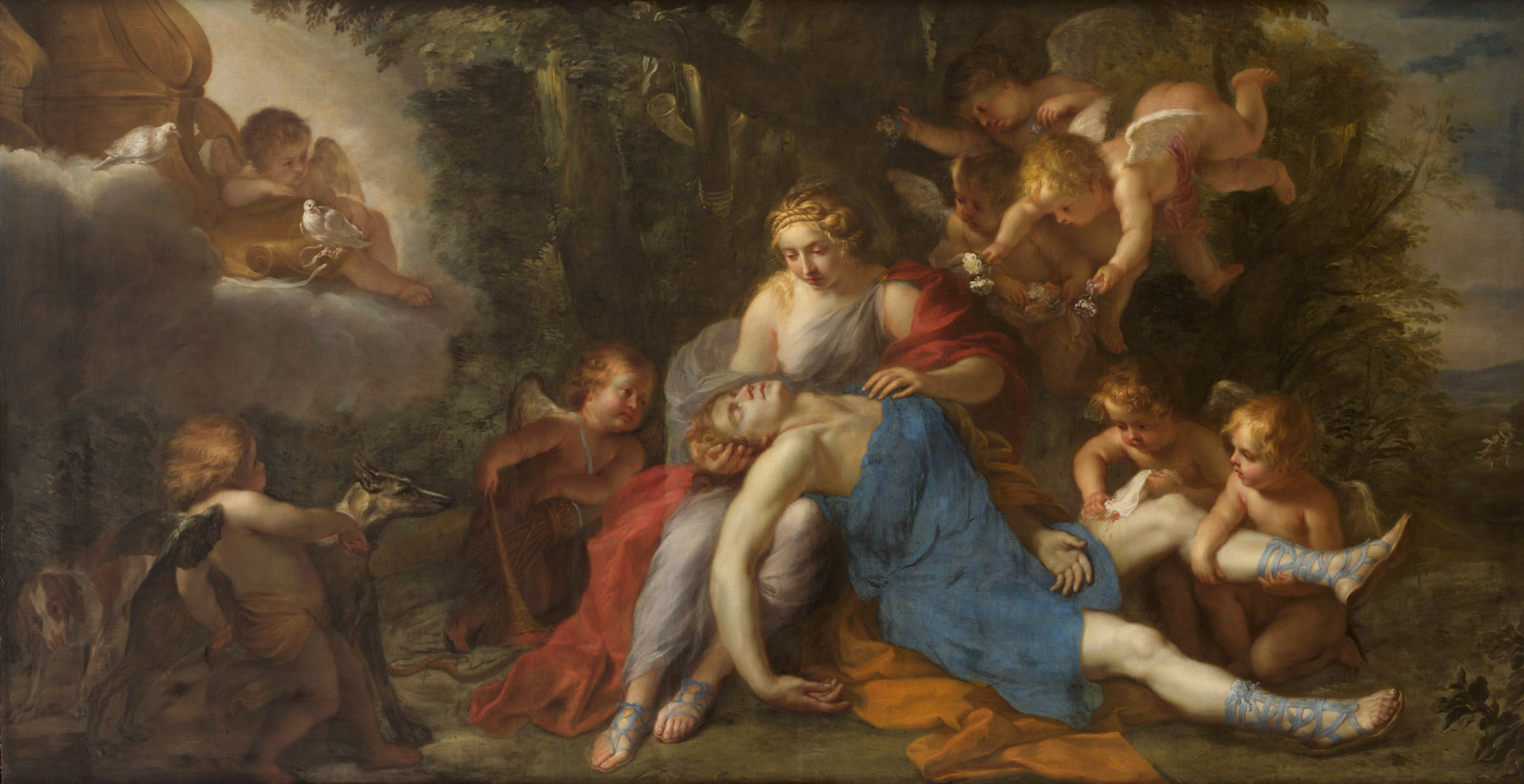
ルイジ・プリモ作「アドニスの死を嘆くヴィーナス」(1655/1657)、美術史美術館蔵

イタリア名、ルイジ・プリモとして知られたルイ・クーザン（Louis Cousin、別名:Luigi Primo または Luigi Gentile、1606年以前の生まれ、1667年没）は、フランドルの画家である。1626年から30年以上ローマで働き、宗教的な題材の作品や歴史画、肖像画を描いた。

## 略歴
現在のベルギー、オースト＝フランデレン州のニノーヴェ(Ninove)近くの村で生まれたとされるが、ブリュッセル生まれである可能性もある 。1617年にはブリュッセルの画家、Gillis Claeissins de Jongeのもとで学んだ 。1670年代に、オランダ、ドイツの画家の伝記集を執筆した、ヨアヒム・フォン・ザンドラルトによれば、若いころに、フランドルを離れパリで修行を続けたとされている。1626年にローマに移り、ローマのオランダやフランドル出身の画家達のグループ、「Bentvueghels」のメンバーとして活動し、お互いを仇名で呼び合う、彼らのなかで温和な性格から「Gentile」や「Gentile」と呼ばれた。フランドルでの姓、Cousinの原義が「いとこ」を表すことから、イタリア語でいとこを表すプリモをイタリアでの姓とした。イタリアでは多くの巨匠の作品を学んだ。
ローマで、サンティ・ドメニコ・エ・シスト教会(Chiesa dei Santi Domenico e Sisto)の祭壇の装飾画で画家として知られるようになり、その後もいくつかの教会のために作品を描き名声を得て、高い報酬を得るようになったた。
1635年にローマにあるフランドルのカトリック教徒の同胞団(broederschap van Sint-Juliaan-der-Vlamingen)のメンバーに、「Ludovicus Cousin, alias Primo, alias Gentile」の名前で加入している。ローマの美術アカデミーのアカデミア・ディ・サン・ルカの会員に選ばれ、1651年から1年間、会長を務めた。
別の伝記を残した17世紀の画家、パッセーリ(Giovanni Battista Passeri: c.1610-1679)によれば、女好きの浪費家で、仕事に熱心でなく、稼いだ報酬を遊びに使ってしまったと伝えている。そのため、ローマを離れ、ロレートに移り、ロレートの教会の祭壇の絵を描き、さらにペーザロで働き、ヴェネツィアに移り肖像画を描き、1655年にローマに戻った。
イタリアで、30年以上働いた後、ブリュッセルに戻り、1661年にブリュッセルの聖ルカ組合の会員になった。歴史画や肖像画を描き、ブリュッセルのタペストリー工房のタペストリーのデザインもした。フランドルを統治していた、スペイン・ハプスブルク家の王族からも多くの注文を受けた。
ブリュッセルで没した。浪費癖のため亡くなった後、殆ど財産を残さなかったとされる。弟子にはヤン・ファン・クレーフェ(Jan van Cleve: 1646-1716)らがいた。

## 作品

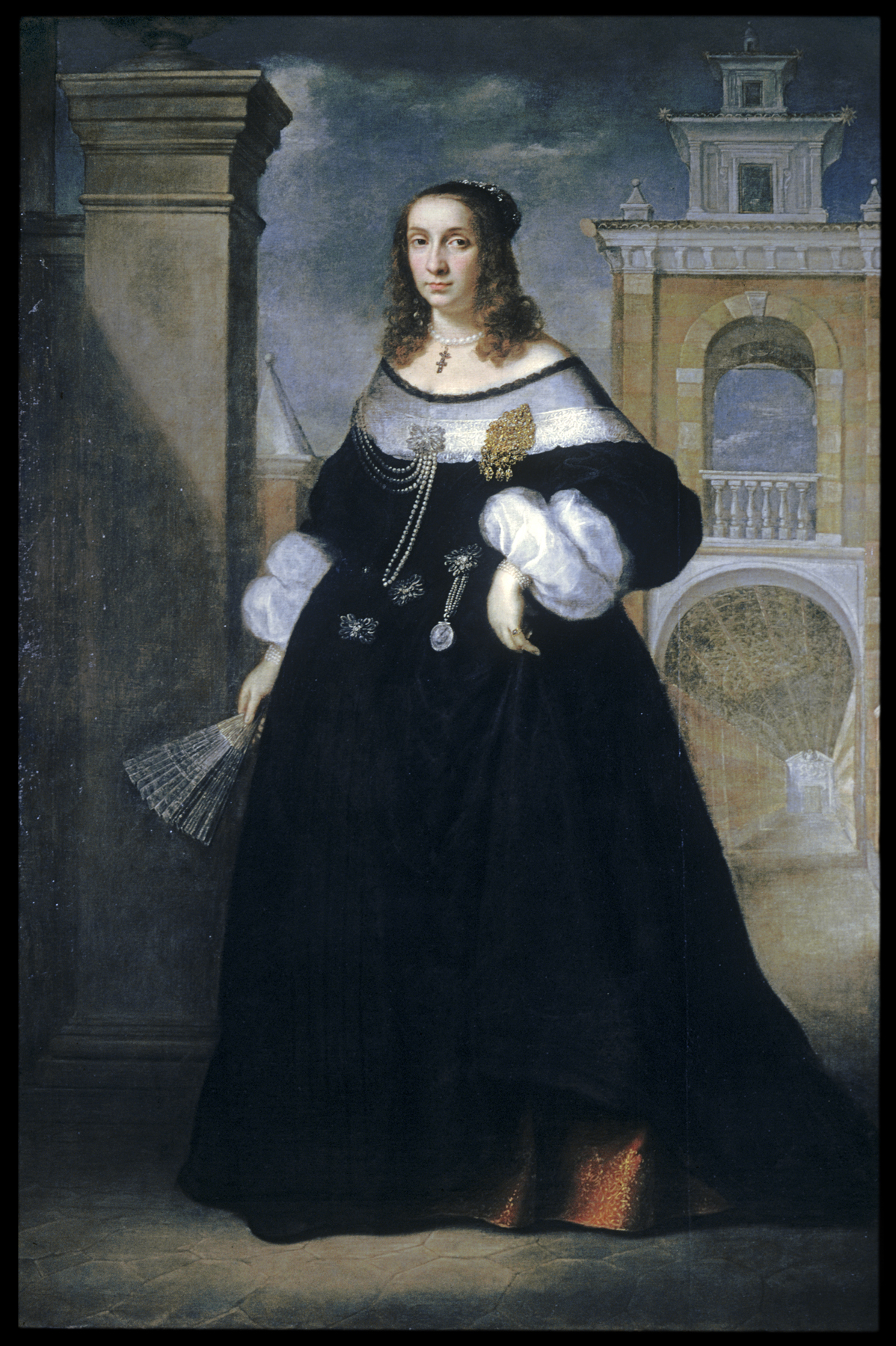
アンコーナの貴婦人 (1650/1660) ウォルターズ美術館蔵
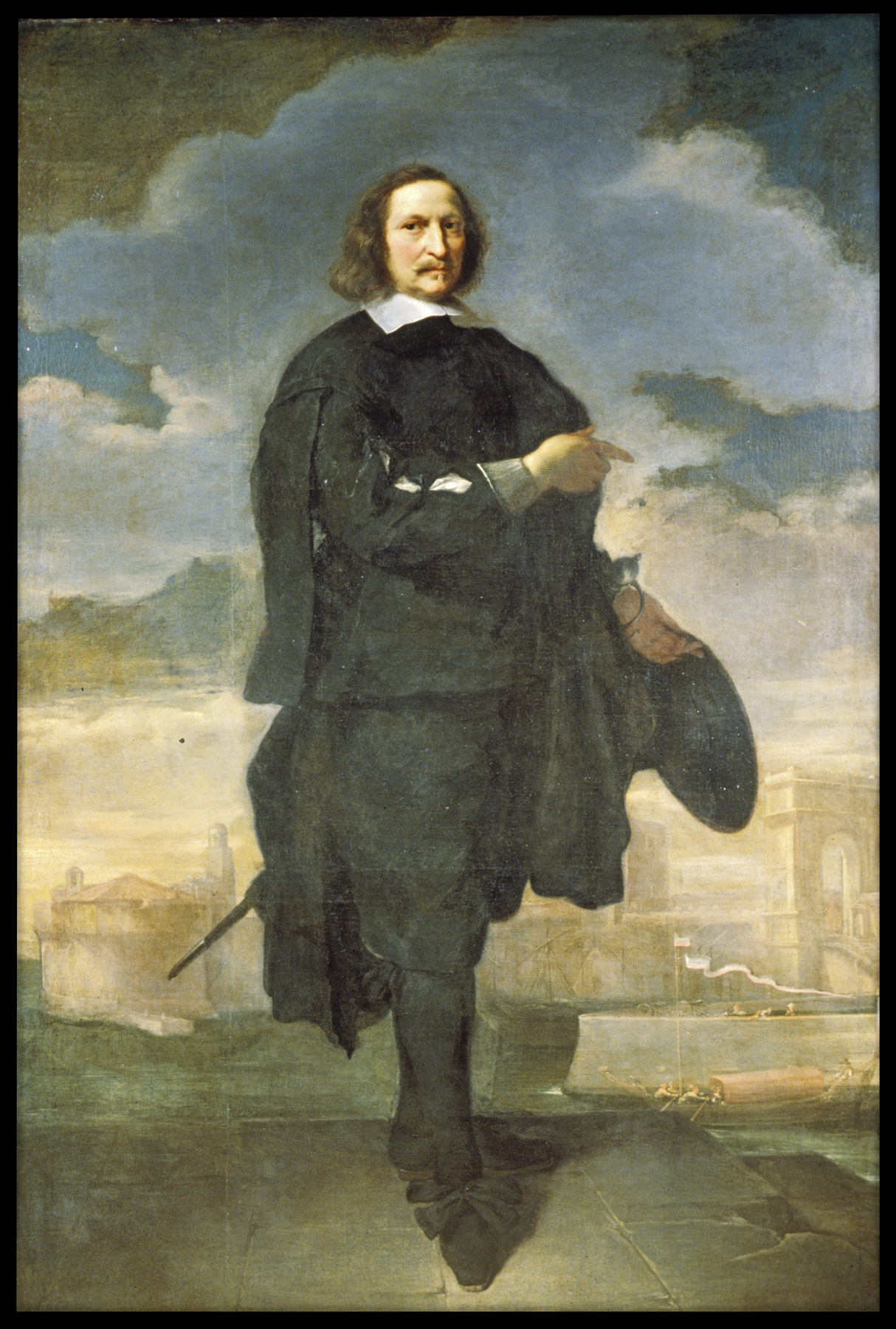
アンコーナの貴族 (1650/1660) ウォルターズ美術館蔵
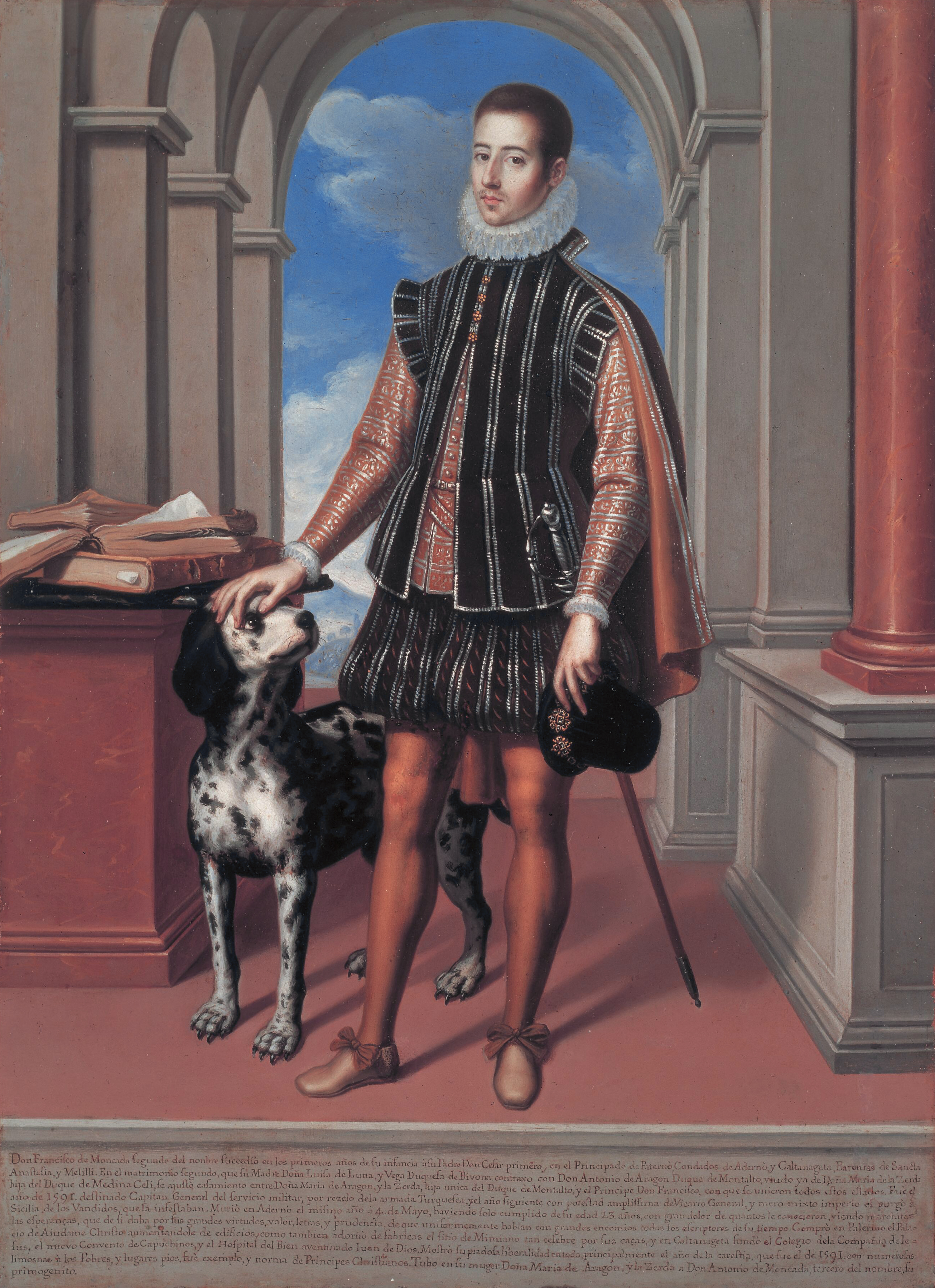
Francesco II Moncada